# Der neue Tag (Weiden in der Oberpfalz)
Der neue Tag est un journal quotidien allemand local diffusé à Weiden in der Oberpfalz et les arrondissements de Neustadt an der Waldnaab, Amberg-Sulzbach, Arrondissement de Tirschenreuth et Schwandorf, dans le Land de Basse-Saxe.

## Histoire
Der neue Tag est fondé en 1946 par Anton Döhler et Victor von Gostomski. À Amberg, le journal est publié sous le titre Amberger Zeitung, à Sulzbach-Rosenberg sous le titre Sulzbach-Rosenberger Zeitung.
Amberger Zeitung s'appuie sur une longue tradition journalistique. Fondée le 1er juillet 1868 sous le nom d’Amberger Volkszeitung par la maison d'édition de Ratisbonne des frères Puste, elle accompagne depuis lors la vie politique et sociale d'Amberg. Pendant le Troisième Reich, Amberger Volkszeitung est vendu au NS-Phönix-Verlag en 1936 qui achète le Sulzbach-Rosenberger Zeitung le 1er janvier 1939, et tous deux rebaptisés Amberg-Sulzbacher Zeitung. Le 1er octobre 1948, Der Neue Tag reprend Amberger Zeitung et Sulzbach-Rosenberger Zeitung.

## Sanctions
En 2008, le Conseil allemand de la presse réprimande le journal pour violation du code de la presse. Elle a demandé à un journaliste indépendant du journal, candidat à la mairie, de faire un reportage sur lui-même et sa campagne. Selon le Conseil de la presse, le journal a ainsi violé l'obligation de séparer les activités journalistiques des autres. Une telle pratique met en danger la crédibilité de la presse.
Lors de sa dernière réunion avant les élections régionales bavaroises de 2018, le Conseil allemand de la presse a une fois de plus établi une violation de l'obligation du journal de séparer les activités journalistiques des autres. Le journal a demandé à un pigiste, qui avait travaillé pendant de nombreuses années comme maire et conseiller municipal à temps plein et qui est toujours un membre actif de la branche locale de son parti, de rendre compte pendant de nombreux mois des activités de son propre parti dans la région, y compris sa propre section locale, ainsi que des rapports sur diverses réunions du conseil municipal et municipal de cette région. Le Conseil de presse a adresse une note à la rédaction lors de sa réunion du 20 septembre 2018.